# 177P/Барнарда
Комета Барнарда 2 (177P/Barnard) — короткопериодическая комета типа Галлея, которая характеризуется сильно вытянутой орбитой. Впервые комета была обнаружена 24 июня 1899 года американским астрономом Эдвардом Барнардом в Ликской обсерватории и была описана как слабый диффузный объект без центральной конденсации и хвоста. После этого более чем столетие она считалась потерянной, пока 23 июня 2006 года она случайно не была восстановлена итальянским астрономом L. Buzzi при поиске астероидов в рамках проекта LINEAR. Он описал её как диффузный объект 17,1 m звёздной величины с центральной конденсацией и комой в 6 угловых секунд в поперечнике. С конца июля и до конца сентября 2006 года комета была ярче 8,0 m видимой звёздной величины и перемещалась из созвездия Геркулеса в созвездие Дракона. Прохождение перигелия состоялось 28 августа 2006 года. Комета обладает очень длительным периодом обращения вокруг Солнца — чуть менее 120 лет.

Орбита кометы Барнарда 2 и её положение в Солнечной системе

Из-за большой протяжённости орбиты комета редко подходит рядом с крупными планетами, — единственное тесное сближение произошло 19 июля 2006 года, когда она пролетела на расстоянии 0,36 а.е. рядом с Землёй. 
Из двух других периодических комет, открытых Барнардом: первая, D/1884 O1 (Барнард 1), в последний раз наблюдалась 20 ноября 1884 года и, как считается, разрушилась. А открытие второй, известной сейчас как 206P/Барнарда — Боаттини, ознаменовало собой начало новой эры в изучении комет, поскольку она стала первой кометой, открытой с помощью астрофотографии. После 1892 года она считалась потерянной, но 7 октября 2008 года была повторно открыта Андреа Боаттини.